# Ивановка (бывшее Новополеводинское муниципальное образование)
Ивановка — село в Балаковском районе Саратовской области, в составе Быково-Отрогского муниципального образования.
Население — 14 (2010)

## История
Основано в начале XX века как выселок Базельская Солянка. С 1918 года в составе Панинского (Шенхенского) района Трудовой коммуны (автономной области) немцев Поволжья (с 1924 года — АССР немцев Поволжья), с 1922 года — в составе Марксштадтского кантона, с 1935 году — в составе Унтервальденского кантона АССР немцев Поволжья.
В 1941 году на основании Указа Президиума ВС СССР от 28 августа 1941 года о переселении немцев, проживающих в районах Поволжья, немецкое население было депортировано, село включено в состав Саратовской области. Село входит в состав Подлесновского района, с 1959 года — в составе Балаковского района.
До 2015 года входило в состав Новополеводинского муниципального образования.

## Физико-географическая характеристика
Село находится в Низком Заволжье, в пределах Сыртовой равнины, относящейся к Восточно-Европейской равнине, при балке, относящейся к бассейну реки Маянга, на высоте около 50 метров над уровнем моря. Почвы — тёмно-каштановые.
Просёлочной дорогой Ивановка связана с селом Новополеводино (4 км). По автомобильным дорогам расстояние до административного центра сельского поселения села Быков Отрог — 54 км, до районного центра города Балаково составляет 65 км, до областного центра города Саратова — 180 км.

## Население
Динамика численности населения
| 1920 | 1926 | 1987 |
| ---- | ---- | ---- |
| 42   | 69   | ≈90  |

В 1926 году немцы составляли 100 % населения села.
| 2010 |
| ---- |
| 14   |